# Mediaguard
Mediaguard is een conditional access (coderingssysteem) voor digitale televisie ontwikkeld door SECA (Société Européenne de Contrôle d'Accès). 
Mediaguard is in 1996 geïntroduceerd op de Europese markt. Het systeem wordt ook gebruikt in het Midden-Oosten en Azië.
Het originele Mediaguard systeem werd eind jaren 90 gekraakt. Hierdoor kwamen er in 2002 nieuwe, beter beveiligde smartcards uit onder de benaming Mediaguard 2 of ook wel Seca II. In 2009 bleken deze kaarten niet meer veilig, en worden vervangen door nieuwe Seca III kaarten.
Inmiddels maken verscheidene (satelliet)-providers gebruik van het systeem, waaronder het Nederlandse CanalDigitaal en het Vlaamse TV Vlaanderen.
Mediaguard is een product van de Zwitserse Kudelski Group.